# أكسيد الحديد الثلاثي
 أكسيد الحديد الثلاثي مركب كيميائي له الصيغة Fe2O3، ويكون على شكل مسحوق بلوري بني محمر. وهو المكون الأساسي للصدأ.

## الخواص
توجد منه عدة أنماط:

### النمط ألفا
يمتلك ألفا أكسيد الحديد الثلاثي α-Fe2O3 بنية مشابهة للكوروندوم (α-Al2O3)، وهو النمط الأكثر شيوعاً. يوجد طبيعيا في معدن الهيماتيت والذي يمثل خامة الحديد الرئيسية. تتفاوت المغناطيسية الحديدية حسب درجة الحرارة. فعند درجات حرارة أقل من 260 كلفن يكون لا مغناطيسياً، في حين عند درجات حرارة بين 260 و950 كلفن تكون له خواص مغناطيسية.

### النمط بيتا
له بنية مكعبة مركزية الوجه، شبه مستقر، ويتحول إلى النمط ألفا عند درجات حرارة تتجاوز 500°س. يحضر باختزال الهيمياتيت بالكربون، أو بالتحلل الحراري لمحلول كلوريد الحديد الثلاثي، أو التفكك الحراري لمركب كبريتات الحديد الثلاثي.

### النمط غاما
وهو نمط مكعب، شبه مستقر، يتحول إلى النمط ألفا عند درجات الحرارة المرتفعة، ويوجد طبيعيا في معدن الميغاميت Maghemite.

## التحضير
يحضر أكسيد الحديد الثلاثي بالتفكك الحراري لمركب أكسيد هيدروكسيد الحديد الثلاثي:
{\displaystyle \mathrm {2\ FeO(OH)\ {\xrightarrow {\Delta }}\ Fe_{2}O_{3}\ +\ H_{2}O} }
يحضر أيضا Fe2O3 (اكسيد الحديد الثلاثي)، وذلك بعملية التحليل الكهربائي لمحلول الكتروليتي لحمض الكبريتيك المخفف ((5 لتر ماء نقي + 20 مللتر من حمض الكبريتيك المركز 99%)) ثم يوضع قطبين من الحديد حيث عند عملية التحليل الكهربائي يتكون كبريتات الحديدوز وعند يصل درجة الحموضة PH =7 يبدأ إنتاج اكسيد الحديد الأسود، وعند زبادة التحليل الكهربائي يزيد إنتاج أكسيد الحديد الأسود FeO وهي برادة سوداء صلبه لاتذوب في الماء مطلقا والتي تفلتر وتجفف في الهواء مباشرة لتصبح اكسيد الحديد الأحمر الذي يسمى أكسيد الحديد الثلاثي Fe2O3.

## الاستخدامات
- يستخدم في تعدين الألومنيوم حيث يتفاعل الألومنيوم مع أكسيد الحديد ليتشكل الحديد الحر وأكسيد الألومنيوم في تفاعل ناشر للحرارة

2Al + Fe2O3 → 2Fe + Al2O3
- يستعمل كخضاب حيث يعطي اللون البني تحت الأسماء Pigment Brown 6و Pigment Brown 7وPigment Red 101[3]..